# Aérodrome de Saint-Junien
L’aérodrome de Saint-Junien ou Aérodrome Maryse Bastié (code OACI : LFBJ) est un aérodrome ouvert à la circulation aérienne publique (CAP), situé à 2,5 km au nord-est de Saint-Junien dans la Haute-Vienne (région Nouvelle-Aquitaine, France).
Il est utilisé pour la pratique d’activités de loisirs et de tourisme (aviation légère et aéromodélisme).

## Histoire
C'est en 1928 qu'a lieu la première reconnaissance aérienne par Pol Desselas et Adrienne Bolland à bord d’un Caudron G3.
Les troupes américaines étudie la possibilité d'une piste à Saint-Junien en 1944.
Pol Desselas, fils d’un industriel local, a su s’entourer de dirigeants municipaux et de les convaincre à  l’aménagement d’un aérodrome aussi proche de celui de Limoges-Feytiat.
Les statuts de l’aéro-club de Saint-Junien sont déposés en 1955. Pol Desselas en sera le fondateur et Président jusqu'en 1964.
L'ouverture d’une piste de 600m par arrêté préfectoral intervient en 1961, elle sera ouverte à la circulation aérienne publique en 1966.
296 avions se rassemble en 1976 sur le terrain de Saint-Junien lors de la manifestation aérienne Air et Espace.
Une nouvelle piste en dur est enfin ouverte en 1984, évitant ainsi les interruptions hivernales d’activité.
Philippe Cantournet, pilote d’Air France, et Patrick Dzugan organisent la venue d'une bande d’aviateurs possesseurs de belles machines anciennes donnant ainsi naissance de la manifestation annuelle « Légend’air ».
En 2014, l'Aéro-Club Maryse Bastié fête ses 60 ans.

## Installations
L’aérodrome dispose d’une piste bitumée orientée est-ouest (07/25), longue de 585 mètres et large de 20 mètres, ce qui en fait la piste en dur la plus courte de France. Elle dispose aussi d'une piste en herbe pour ULM de 340 mètres sur 30 mètres dans le prolongement, une aire de gonflage et d'envol de montgolfière.
L’aérodrome n’est pas contrôlé. Les communications s’effectuent en auto-information sur la fréquence de 123,500 MHz.

## Activités

### Loisirs et tourisme
- Aéroclub de Saint-Junien : https://www.aeroclub-saint-junien.fr

### Sociétés implantées
- MECAVIA (réparation et maintenance d'aéronefs).